# Playboi Carti
乔丹·特雷尔·卡特（Jordan Terrell Carter，1996年9月13日-），艺名Playboi Carti，是一位美国说唱歌手，词曲作者，2014年，卡特与当地地下唱片公司Awful唱片签约，两年后，又与ASAP Mob的唱片公司AWGE签约，该公司与环球唱片旗下的新視鏡唱片有合作关系。2017年，卡特发行了同名首张混音带，之后受到主流关注。这张混音带在《公告牌》200强专辑榜中排名第12位，其中包括了登上《公告牌》百强单曲榜的单曲《Magnolia》以及《Wokeuplikethis》（与Lil Uzi Vert合作）。
卡特的首张录音室专辑《Die Lit》（2018年发行）取得了更大的商业成功，在公告牌两百强专辑榜上排名第三。在经历了两年的休整后，他的第二张录音室专辑《Whole Lotta Red》（2020年发行）一经推出便登顶该榜单，并收获了积极的评价；《滚石》杂志和《华盛顿邮报》都将其列为当年最佳专辑之一，《滚石》杂志还将它列入了 “史上200张最伟大嘻哈专辑” 榜单。2024年，他在¥$的单曲《Carnival》中客串献声，这首歌成为他第一首登上公告牌百强单曲榜榜首的歌曲。卡特计划发行他的第三张录音室专辑《I Am Music》 。
除了音乐事业，卡特于2019年创立了唱片公司兼说唱团体Opium。通过这个平台，他签下了与他风格相似、同样来自亚特兰大的说唱歌手肯·卡森（Ken Carson）和德斯特罗·隆利（Destroy Lonely），以及嘻哈二人组Homixide Gang。

## 早年生活
乔丹·特雷尔·卡特（Jordan Terrell Carter），1996年9月13日出生于美国佐治亚州亚特兰大市。他在亚特兰大西南部的里弗代尔社区（Riverdale）长大，母亲名为凯莉·卡特（Kelly Carter），家庭中还有两位年长的兄弟。卡特幼年时家境普通，曾通过兼职工作补贴家用。
卡特早年就读于北斯普林斯特许学校（North Springs Charter School），但对传统教育体系缺乏兴趣。据采访透露，他在中学时期便展现出对街头文化和音乐的强烈热情，常模仿南方说唱传奇组合OutKast和Lil Wayne的表演风格。15岁时，他开始以Sir Cartier为艺名创作音乐，并在当地青少年群体中小范围传播作品。
2012年，16岁的卡特辍学专注音乐事业。受亚特兰大地下嘻哈场景影响，他开始尝试将朋克摇滚的视觉元素与南部的陷阱音乐结合，逐渐形成标志性的“婴儿嗓音”（Baby Voice）唱腔和极简主义歌词风格。为拓展事业，17岁的卡特搬至纽约，与嘻哈团体A$AP Mob建立联系，并在社交媒体上积累早期粉丝群体。这一时期，他正式将艺名改为“Playboi Carti”，寓意对享乐主义生活方式的追求。
2015年，卡特通过SoundCloud发布首张非正式混音带《Young Mi$ery》，其中单曲《Broke Boi》在亚特兰大地下电台引发关注，为其后续发展奠定基础。

## 生涯

### 生涯起步与突破（2011-2017）

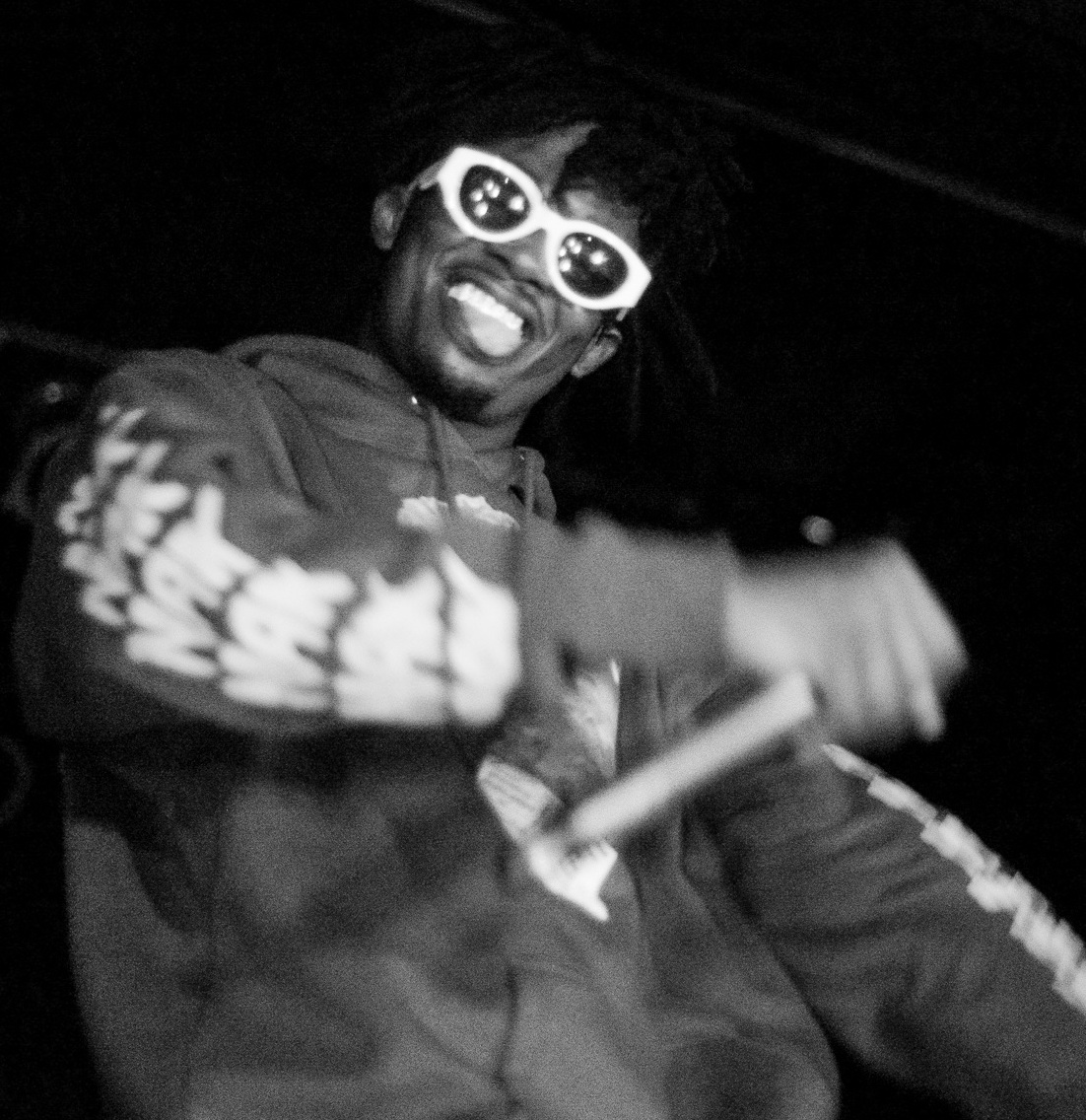
Playboi Carti，2016年

Playboi Carti于2011年开始了他的音乐生涯，当时他以“Sir Cartier”为艺名，将自己的早期作品上传至SoundCloud。到2013年，他改用“Playboi Carti”这一艺名，并通过诸如Newgrounds这样的平台进一步传播自己的音乐。2014年，他结识了同为亚特兰大本地人的Ethereal，这位制作人同时也是地下音乐团队Awful Records的成员。不久之后，Carti加入了Awful的阵营。他认为，Ethereal在他找到并形成自己独特的音乐风格方面功不可没。
当Carti决定全身心投入音乐事业后，他便搬到了纽约市暂住。他住在一个他认识的毒贩那里。在这段时间里，Carti经常遇到有影响力的ASAP Mob成员，最终与ASAP Bari相识，而后者介绍他认识了ASAP Rocky。这段联系对Carti的职业生涯来说至关重要，这使他得以陪同Rocky前往得克萨斯州，这标志着他在音乐行业中崛起的起点。
2015年，Playboi Carti凭借单曲《Broke Boi》和《Fetti》在地下嘻哈圈引发关注，这两首歌与Dash和Maxo Kream合作，其慵懒的唱腔和重复性歌词形成鲜明个人风格。同时，Carti积极与亚特兰大新兴地下说唱界的众多艺术家合作，其中包括UnoTheActivist、Thouxanbanfauni、Yung Bans、Lil Yachty，以及制作人MexikoDro和Icytwat。他的影响力逐渐扩大，之后与ASAP Ferg和Lil Uzi Vert一同巡演。2016年，他签约AAP Mob旗下厂牌AWGE，并成为Interscope Records旗下艺人。同年与AAP Rocky合作的《Telephone Calls》进一步扩大知名度。

### 首张混音带《Playboi Carti》与风格转变（2017–2020）

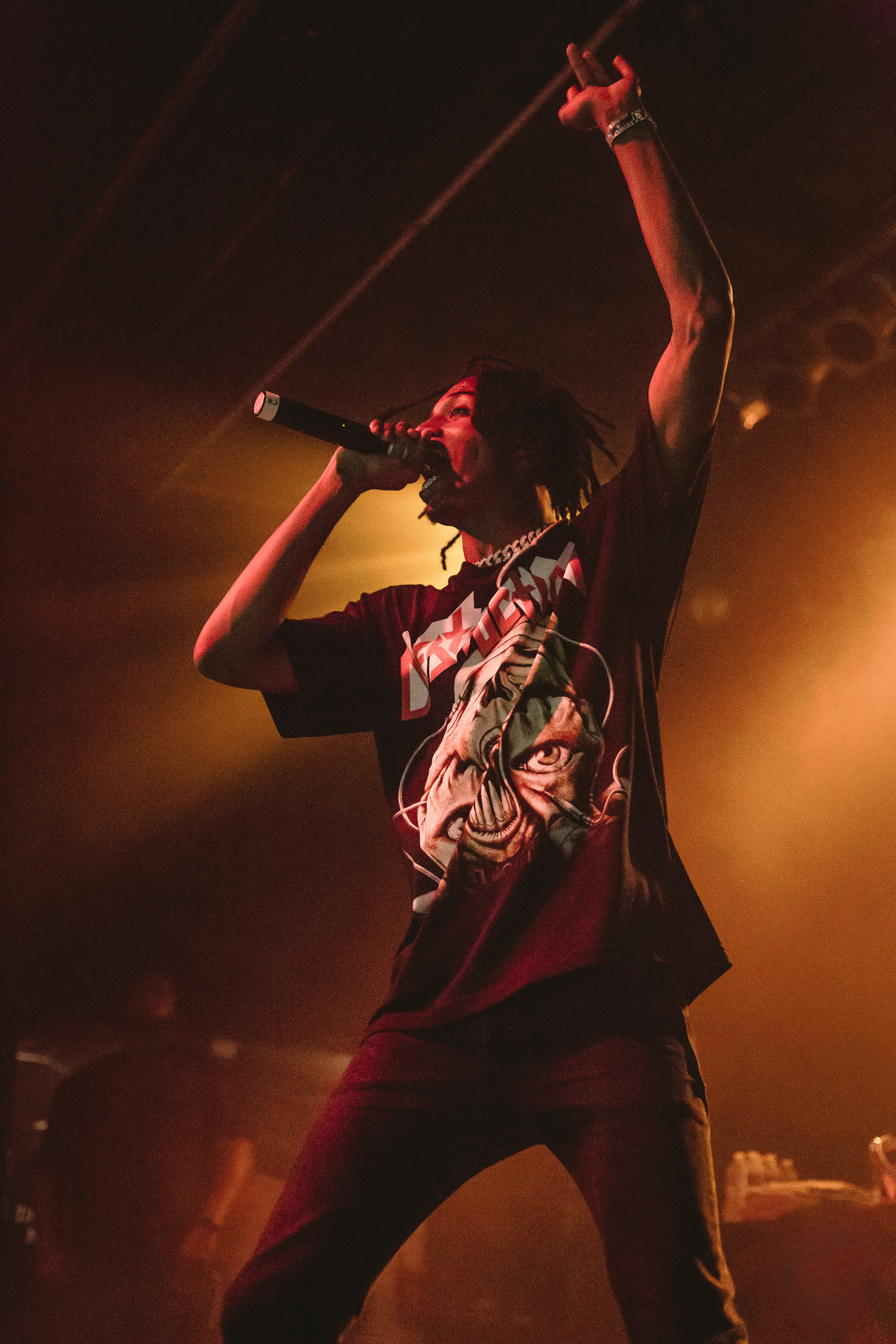
Playboi Carti于2017年的Phoenix Theatre巡演上

2017年4月，Carti发布首张同名混音带《Playboi Carti》，其中单曲《Magnolia》空降《公告牌》百强单曲榜第29名并获RIAA白金认证。该专辑融合亚特兰大陷阱音乐与纽约街头美学，被《Pitchfork》评为“新世代声音的实验蓝本”。6月，他被《XXL》杂志评为“2017新人榜”（2017 Freshman Class）中的一员，这份榜单同时还包含了XXXTentacion、A Boogie wit da Hoodie和Ugly God等说唱歌手。在此期间，Carti参与了ASAP Mob专辑《Cozy Tapes Vol. 2: Too Cozy》中的单曲《Raf》，以及Lana Del Rey专辑《Lust for Life》中的单曲《Summer Bummer》。同年，他成为Kanye West专辑《Ye》的制作团队成员之一，并开启首次全美巡演。
2018年5月，Carti发布第二张录音室专辑《Die Lit》，以密集的ad-libs（即兴和声）和迷幻合成器音效为特色，首周在《公告牌》两百强专辑榜上以61,000张等价专辑销量（包括5,000张纯专辑销量）拿下第3名。专辑与制作人Pierre Bourne的合作被《滚石》杂志称为“极简主义陷阱的巅峰之作”。8月，Carti宣布了他的第二张录音室专辑《Whole Lotta Red》于两年后发行。《Whole Lotta Red》的制作始于2018年底。在接下来的两年中，包括《Pissy Pamper》在内的多首歌曲被泄露到网上，总计获得了数千万次的播放量。尽管出现了这些泄露，Carti在此期间并未发布任何新的原创音乐，但他参与了一些单曲的合作，包括DJ Mustard专辑中的《Baguettes in the Face》（与Nav和A Boogie wit da Hoodie合作）以及造物主泰勒的《Earfquake》。
2020年4月，Carti发行单曲《@ Meh》，该单曲在《公告牌》百强单曲榜上最高达到第35名。同年5月，他参与了Drake的单曲《Pain 1993》的合作，这首歌在《公告牌》百强单曲榜上首次亮相即夺得第7名，成为Carti首支进入该排行榜前十的作品。12月25日，历经多次推迟的第三张专辑《Whole Lotta Red》发行，首周以10万专辑等价销量登顶《公告牌》两百强专辑榜，成为Carti的第一张冠军专辑。该作品大胆融入哥特朋克与工业摇滚元素，《纽约时报》认为其“打破了说唱音乐的流派边界”。主打曲《Sky》的MV以吸血鬼美学引发争议，但YouTube播放量迅速破亿。

### 商业版图与专辑《Music》（2021–至今）

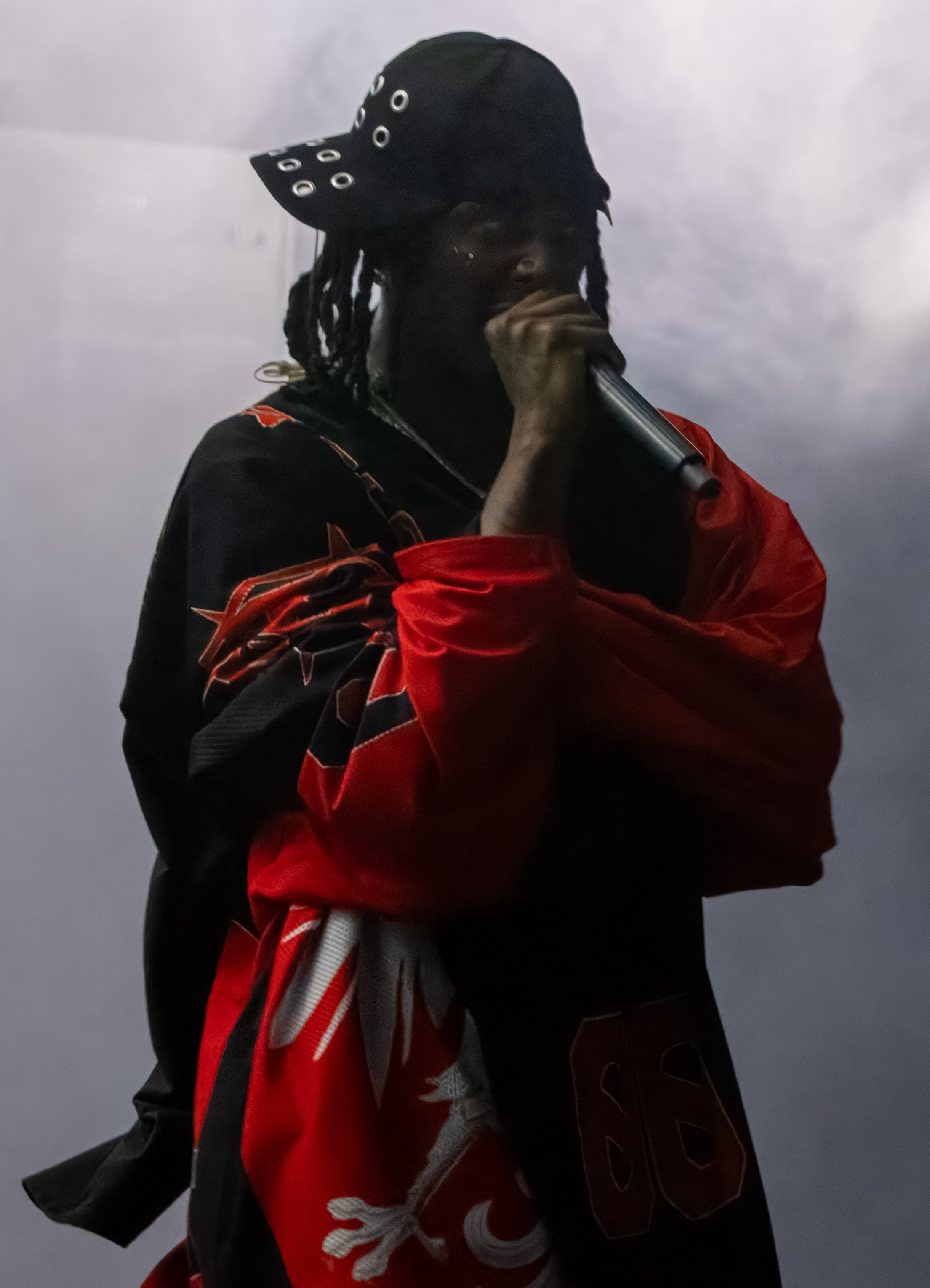
Playboi Carti，2024年

2021年6月，Playboi Carti参与了Pi'erre Bourne的作品，包括《Switching Lanes》和Lil 1 Dte的单曲《Homixide》。同年8月，他出现在ABRA的歌曲《Unlock It》中，并参与制作了Kanye West专辑《Donda》中的多首歌曲，包括《Off the Grid》、《Junya》和《Junya Pt 2》。
2022年，Carti创立个人品牌Narcissus并推出限量服饰系列，单日销售额突破200万美元。同年与Drake合作单曲《Pain 1993》进入全球Spotify单日榜前五。他还成为Balenciaga 2023春夏广告活动首位嘻哈艺人代言人。12月25日，Carti在停用Twitter一年多后重新活跃，并透露了可能推出新音乐的消息。年底，因在阿姆斯特丹机场携带大麻被捕，后缴纳罚款获释
2023年3月，他在加州Rolling Loud音乐节上首次表演了一首未发行的歌曲《Rockstar》，并传递出有关第三张录音室专辑的信息。2023年5月，他在Instagram上分享了一张与The Weeknd视频通话的截图。几天后，The Weeknd宣布了将与Carti和Madonna合作的单曲《Popular》，定于2023年6月2日发布。2023年7月7日，Carti在Wireless音乐节中演唱了新曲《Pop Out》。7月28日，他参与了Travis Scott专辑《Utopia》的歌曲《Fein》。12月8日，Carti通过一段包含DJ Swamp Izzo的片段正式确认了2024年的发行日期。当日稍晚，他在副Instagram账号上发布了《Different Day》，并在YouTube上发布了由Kanye West、Ojivolta和Earl on the Beat制作的《2024》。此外，他通过歌曲《H00dByAir》证实自己有一个名为Yves的女儿。此时，据《福布斯》估算，其年收入超1800万美元，主要来自音乐版权与潮牌分成。
2024年1月1日，Carti宣布当天将发布一首新歌，并推出了与Travis Scott合作的单曲《Backr00ms》。2月4日，Carti亮相第66届格莱美颁奖典礼，作为嘉宾参与了Travis Scott的表演。一周后，他在Kanye West与Ty Dolla Sign的合辑《Vultures 1》中演绎了两首歌曲《Carnival》和《Fuk Sumn》，其中《Carnival》成为他的首支冠军单曲。同年3月，Carti与未来小子和Metro Boomin合作推出了歌曲《Type Shit》，并于3月27日与Camila Cabello完成了《I Luv It》。9月13日，他发布了新曲《All Red》，这是自2020年以来首次以个人身份发布的流媒体作品。他还通过推出多款周边商品，为即将到来的第三张录音室专辑宣传造势。同年10月，他与The Weeknd合作发布了《Timeless》。
2024年12月15日，Carti在迈阿密Rolling Loud音乐节上表演。他在数周前宣布将在75分钟的演出中呈现相关音乐，最终表演了五首未发行的新曲目。2025年3月14日，Carti发布了他的第三张录音室专辑《Music》（又称《I Am Music》），专辑上线之前，Spotify进行了多次预告。他发布了自2022年以来的首条推文，并在Instagram上发布了一段由英国表演艺术家Blackhaine推广确认的宣传视频。2025年3月25日，专辑的豪华版《Music - Sorry 4 Da Wait》与《FOMDJ》的音乐视频同步上线。2025年3月28日，Carti与Nav合作的单曲《Unlimited》作为Nav第五张录音室专辑《OMW2 Rexdale》中的一部分发布。

## 音乐风格
Playboi Carti曾提到，他的音乐受到多位艺术家的影响，包括ASAP Rocky、Kanye West、Jay-Z、MF Doom、超級殺手合唱團、性手枪和Kiss等。他展现出一种“摇滚明星”的形象，以富有趣味性、强烈冲击感和旋律感的风格而闻名。他的说唱几乎都是即兴创作，这一习惯直接受到Lil Wayne的启发。Carter的音乐更多专注于营造氛围，而非传统意义上的歌词内容。评论家指出，他的说唱风格经常“简洁而重复”，更注重节奏感和吸引人的短句。Pitchfork的Briana Younger评价说：“Carti的音乐关注的不是歌词，而是氛围。无论他在内容上有所欠缺，他都以纯粹的大胆弥补了这些不足。”
Carter的音乐主要归类为Mumble rap，这种风格以吸引人的旋律钩和极具感染力的节拍为特点。他早期的作品展现了一种无忧无虑的年轻气息，往往避开严肃主题。然而，随着艺术风格的进化，他开始在后期的作品中融入更多实验性元素。例如《Earfquake》和《Pissy Pamper》等歌曲体现了他在各种声线技巧上的探索，其中包括他独特的“婴儿嗓”，这一声线以高音调和急促的节奏感为特色，为他的音乐注入了既充满趣味又略显前卫的氛围。
2020年，Carter发布了专辑《Whole Lotta Red》，进一步展现了他在声音上的实验性尝试。这张专辑将朋克和金属元素融入他的嘻哈根基中，标志着其艺术方向的重大转变。在保持其标志性旋律风格的同时，他得以在创作中探讨更为深刻和强烈的主题。

## 法律问题
2017年，Carter因家庭暴力被捕。
2018年2月，在苏格兰格里诺的一场巡演期间，Carter殴打一名司机。此后，他在法院裁定后被罚款800英镑。
2020年4月，Carter因枪支和毒品相关指控在佐治亚州克莱顿县被捕。当时，警方因其兰博基尼车牌过期将其拦下，随后在车内发现了12袋大麻、三支枪支、以及Xanax（抗焦虑药物）、可待因和羟考酮（两种镇痛药）。在Carter与警方发生冲突后，他与另一名男子Jaylon Tucker被逮捕并送至克莱顿县监狱。Carter随后被指控车牌过期、持有大麻以及在通过紧急车辆时违规。第二天早晨，他获保释释放。
2022年9月21日，Carter因鲁莽驾驶被捕。这起事件的视频在2024年1月9日被公开。
2023年2月14日，有报道称Carter于2022年12月29日因涉嫌掐住怀孕14周的女友颈部而面临重罪攻击指控。他在被捕次日获保释释放。这段视频在2025年3月通过YouTube公开。

## Opium

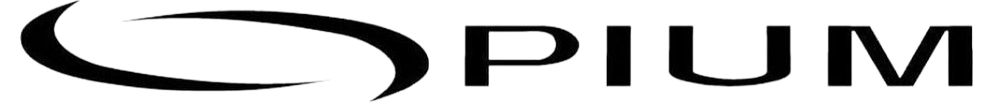
Opium Logo

Opium是一家由Playboi Carti于2019年创立的美国唱片公司兼说唱团体。该厂牌总部位于佐治亚州亚特兰大，目前旗下有四组艺人，均来自亚特兰大本地，他们分别是说唱歌手Ken Carson和Destroy Lonely，以及组合Homixide Gang。同时，Opium还与多位制作人合作，包括KP Beatz、F1lthy和Art Dealer，这些制作人曾深度参与Playboi Carti的第二张录音室专辑《Whole Lotta Red》的制作。
Opium旗下艺人的音乐风格通常体现出一种黑暗说唱的声音和美学，这种风格源于亚特兰大的rage rap场景，同时受到20世纪70年代和80年代朋克摇滚时代的影响。这种独特的音乐风格区别于主流的陷阱说唱，吸引了一批具有忠诚度的粉丝群体。

## 音乐作品

#### 录音室专辑
- 《Die Lit》 (2018)
- 《Whole Lotta Red》 (2020)
- 《Music》 (2025)

## 奖项与提名

### 黑人娱乐电视大奖（BET Hip Hop Awards）
| 年份 | 獲提名        | 獎項                    | 結果 |
| ---- | ------------- | ----------------------- | ---- |
| 2017 | 本人          | Best New Hip-Hop Artist | 提名 |
| 2017 | Playboi Carti | Best Mixtape            | 提名 |

### MTV音乐视频大奖
| 年份 | 獲提名                       | 獎項         | 結果 |
| ---- | ---------------------------- | ------------ | ---- |
| 2024 | "Fein" (与 Travis Scott合作) | Best Hip Hop | 提名 |

### 格莱美奖
| 年份 | 獲提名                                                | 獎項              | 結果 |
| ---- | ----------------------------------------------------- | ----------------- | ---- |
| 2022 | Donda (Kanye West, as featured artist and songwriter) | Album of the Year | 提名 |
| 2025 | "Carnival" (¥$, as featured artist and songwriter)    | Best Rap Song     | 提名 |

### iHeartRadio音乐奖
| 年份 | 獲提名 | 獎項                    | 結果 |
| ---- | ------ | ----------------------- | ---- |
| 2018 | 本人   | Best New Hip-Hop Artist | 提名 |